# Kathedrale von Belfort

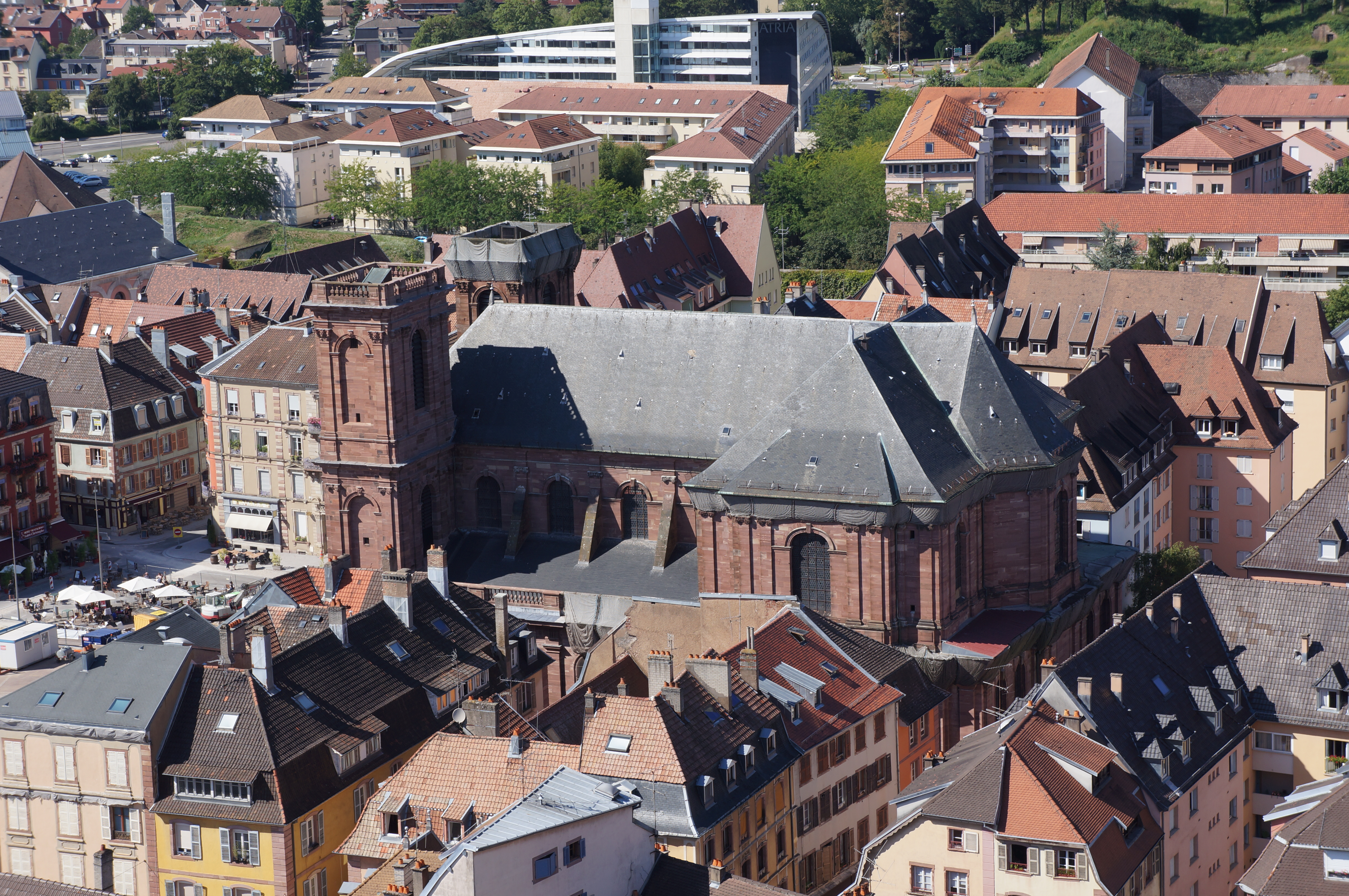
Luftaufnahme der Kathedrale

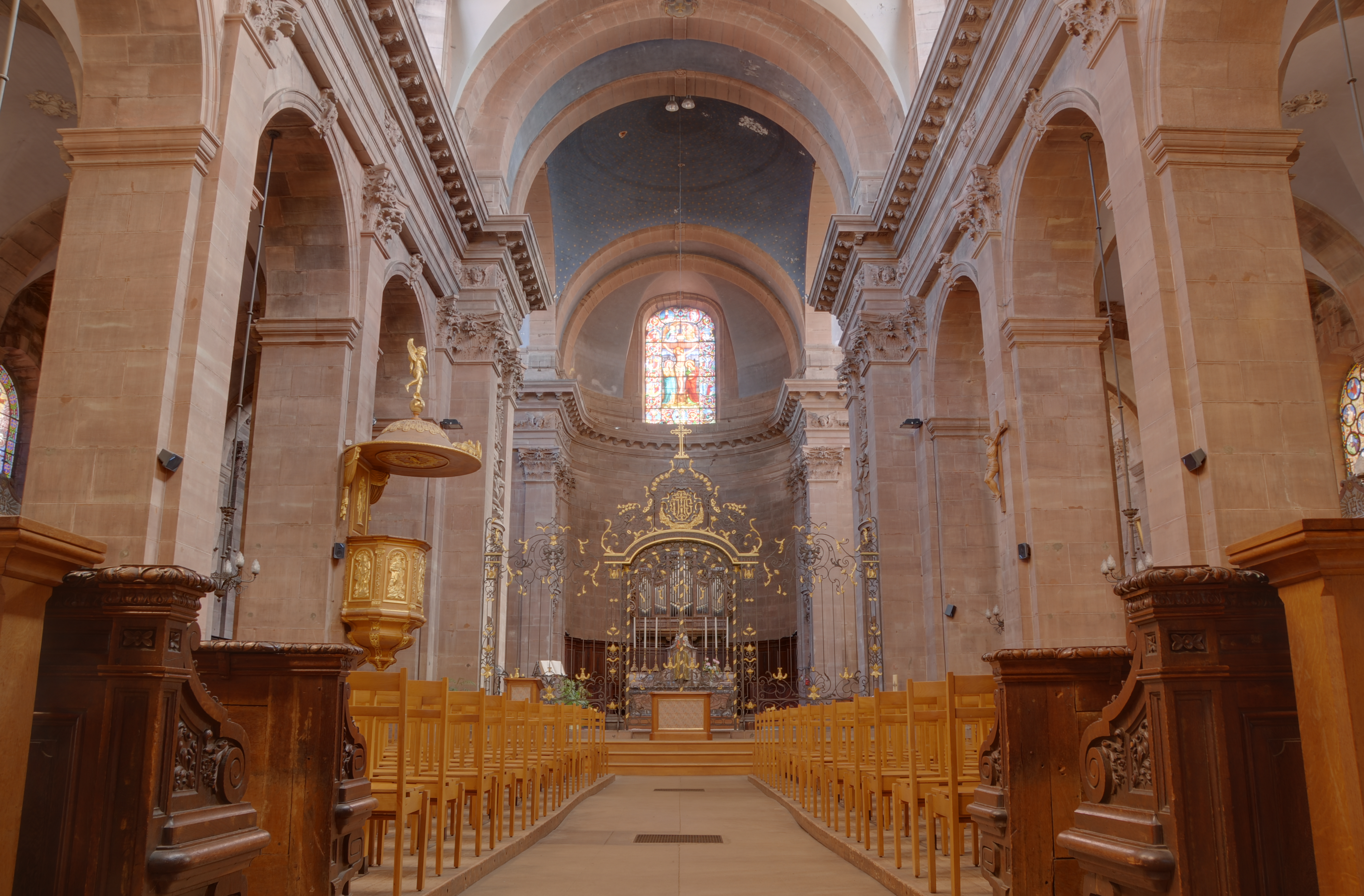
Mittelschiff mit Blick zum Altar

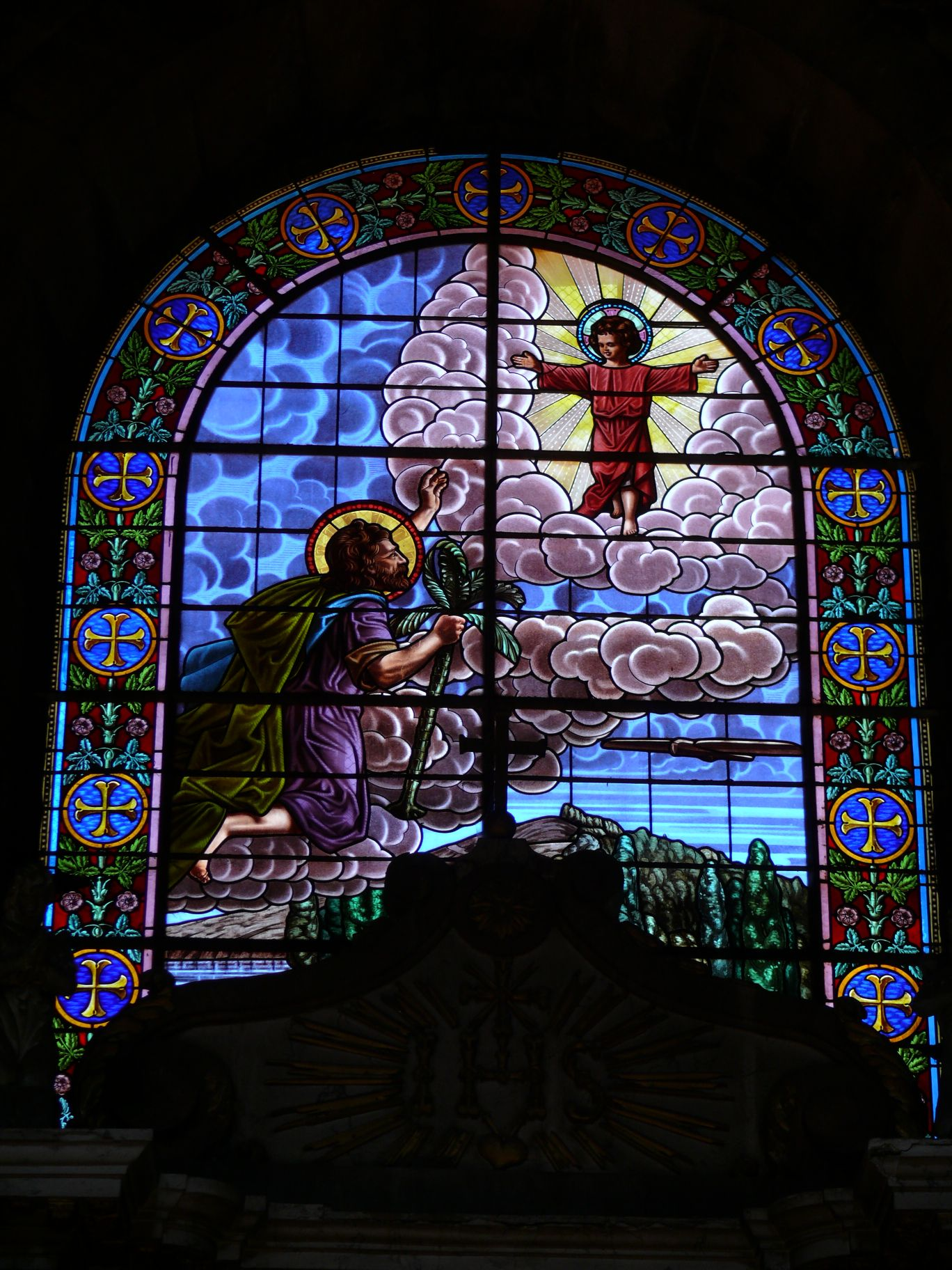
Buntglasfenster: Dem hl. Christophorus erscheint das Christuskind.

Die Kathedrale von Belfort oder offiziell Kathedrale St. Christopherus (französisch Cathédrale Saint-Christophe) ist eine römisch-katholische Kirche in Belfort, Frankreich. Die Kathedrale des Bistums Belfort-Montbéliard ist dem hl. Christophorus gewidmet. Die Kirche aus dem 18. Jahrhundert hat den Status eines Monument historique und trägt den Titel einer Basilica minor.

## Geschichte
Die Kirche St. Christophorus und St. Dionysius (frz. Saints Christophe et Denis) in Belfort ist in einer Urkunde von 1275 erstmals erwähnt. Johanna von Mömpelgard, Ehefrau Wilhelms II. von Katzenelnbogen, stiftete 1342 bei der Kirche ein Kollegiatstift für zwölf Kanoniker. Spätestens seit diesem Zeitpunkt war die Kirche auch Pfarrkirche des Ortes.
1727 beschloss die Stadt Belfort, die alte Stifts- und Pfarrkirche durch einen größeren und bedeutenderen Neubau zu ersetzen. Noch im gleichen Jahr erfolgte die Grundsteinlegung. Am Hauptplatz der Festungsstadt wurde nach den Plänen des Ingenieurs Jacques Mareschal das monumentale Gebäude errichtet. Aus wirtschaftlichen Gründen dauerten die Bauarbeiten 23 Jahre, 1750 wurde die Kirche geweiht. Das Kollegiatstift wurde im Zuge der Revolution aufgelöst, die Kirche vorübergehend zum Tempel der Vernunft umgewidmet.
1930 wurde die Kirche als Monument historique unter Denkmalschutz gestellt. 1952 wurde ihr durch Papst Pius XII. der Titel einer Basilica minor verliehen. Mit der Schaffung des Bistums Belfort-Montbéliard wurde die Kirche 1979 zur Kathedrale erhoben.

## Architektur
Die Kirche wurde im klassizistischen Stil aus rotem Sandstein aus dem nahen Offemont erbaut. Sie wurde als dreischiffige Basilika auf einem kreuzförmigen Grundriss errichtet. Der Altarraum schließt mit einer runden Apsis. Der zweietagige Portikus der Fassade wird von einem dreieckigen Giebel in der Art eines griechischen Tempels überragt, der mit einem schönen schmiedeeisernen Kreuz geschmückt ist. Die Fassade wird von zwei Türmen flankiert, der Südturm wurde erst 1845 fertiggestellt und schloss den Kirchenbau ab.

## Ausstattung

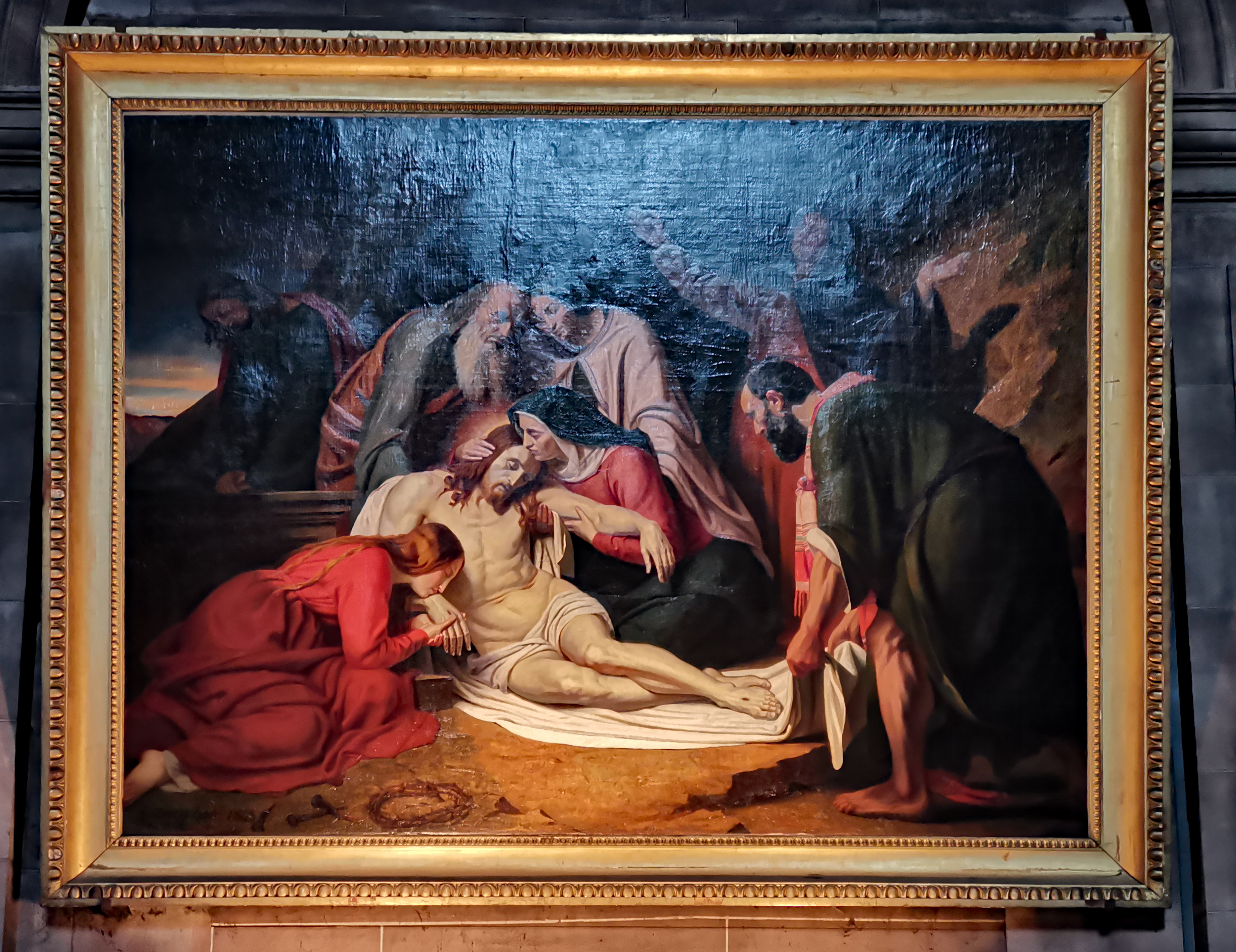
Die Grablegung Christi von Gustave Dauphin

Die Kirchenausstattung wurde von regionalen Künstlern geschaffen. Die Skulpturen stammen von Antoine Cupillard, dessen hölzerner Hauptaltar 1793 durch den marmornen Hauptaltar der Dominikanerkirche in Guebwiller ersetzt wurde. Weitere Statuen stammen von Massol und Neumann. Nennenswert sind zwei Gemälde des Belforter Malers Gustave Dauphin, das große Bild Die Grablegung Christi schenkte der Staat 1843 der Stadt Belfort. Die prächtige Kanzel aus vergoldetem Holz links des Langhauses wird von einer Engelsstatue überragt. Die Fenster sind mit Bleiverglasungen ausgestattet.

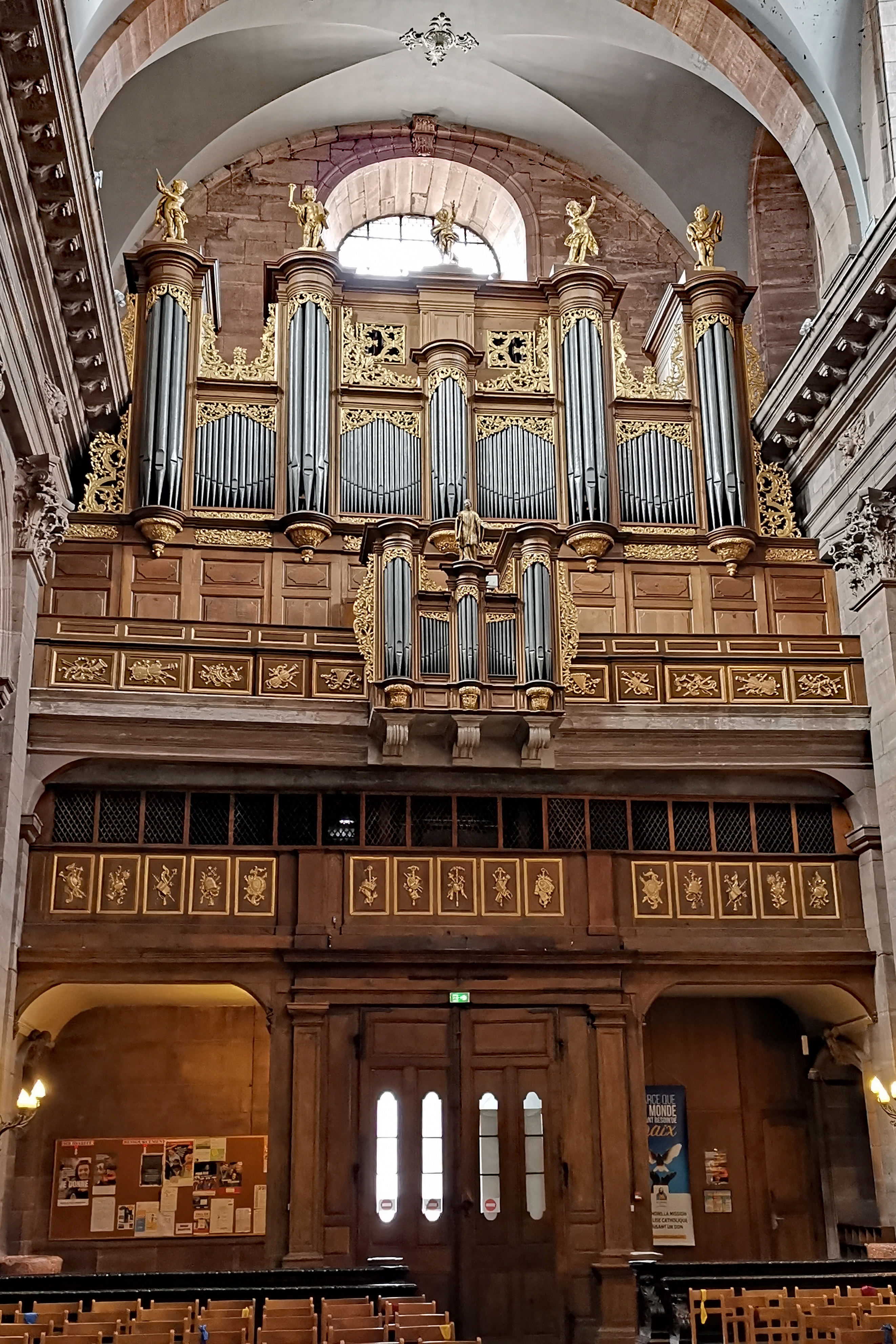
Blick auf die Hauptorgel

Die Kathedrale besitzt zwei Orgeln. Die Hauptorgel wurde 1752 vom Orgelbauer Jean-Baptiste Waltrin installiert, mehrfach renoviert und unter Denkmalschutz gestellt.
| I Positif C–g3   |        |
| Bourdon          | 8′     |
| Salicional       | 8′     |
| Montre           | 4′     |
| Flûte à cheminée | 4′     |
| Nazard           | 2 ⁄3′  |
| Quarte           | 2′     |
| Tierce           | 1 3⁄5′ |
| Larigot          | 1 ⁄3′  |
| Mixture V–VI     |        |
| Cromorne         | 8′     |
| Tremblant        |        |

| II Grand Orgue C–g3 |         |
| Bourdon             | 16′     |
| Montre              | 08′     |
| Bourdon             | 08′     |
| Gambe               | 08′     |
| Prestant            | 04′     |
| Flûte conique       | 04′     |
| Nazard              | 02 ⁄3′  |
| Doublette           | 02′     |
| Tierce              | 01 3⁄5′ |
| Sifflet             | 01′     |
| Cornet V            |         |
| Fourniture IV       |         |
| Cymbale IV–VI       |         |
| Trompette           | 08′     |
| Voix humaine        | 08′     |
| Clairon             | 04′     |
| Tremblant           |         |

| III Récit expressif C–g3 |     |
| Bourdon                  | 08′ |
| Flûte traversière        | 08′ |
| Flûte                    | 04′ |
| Doublette                | 02′ |
| Sesquialtera II          |     |
| Cymbale III–IV           |     |
| Cor anglais              | 16′ |
| Chalumeau                | 04′ |
| Trompette                | 08′ |

| IV Echo f0–g3 |     |
| Quintaton     | 16′ |
| Bourdon       | 08′ |
| Viole alto    | 04′ |
| Cornet IV     |     |
| Hautbois      | 08′ |
| Voix humaine  | 08′ |
| Tremblant     |     |

| Pédale C–f1     |     |
| Flûte           | 16′ |
| Soubasse        | 16′ |
| Flûte           | 08′ |
| Violoncelle     | 08′ |
| Principal       | 04′ |
| Nachthorn       | 02′ |
| Rauschpfeife IV |     |
| Ophicléide      | 16′ |
| Trompette       | 08′ |
| Clairon         | 04′ |
| Cornet          | 02′ |

Die Chororgel stammt von Henri Didier.